# جراحة فصية
الجراحة الفصية أو بَضعٌ الفَصُ أو بَضعٌ الفَصُ الجَبْهِيّ  (بالإنجليزية: Lobotomy) هي نوع من أنواع العمليات الجراحية التي تجرى على فصوص المخ. وصفت لأول مرة بواسطة جراح المخ والأعصاب البرتغالي الطبيب أنطونيو إيجاس مونيز عام 1935. وقد حاز الطبيب أنطونيو على جائزة نوبل في الطب عام 1949 لاهمية العملية التي قام باختراعها في علاج حالات مرضية عصبية ونفسية.

الفص الجبهي باللون الأحمر

اخترع جراح المخ والأعصاب البرتغالي أنطونيو إيجاس مونيز عملية فصل الفص المخي الجبهي عام 1935؛ وهي إحدى العمليات التي تجرى بالمخ.
تتضمن العملية قطع الاتصال بين الفص المخي الجبهي وباقي المخ.
وقد أجرى الطبيب أنطونيوس هذه العلمية لأول مرة على مرضى يعانون من مرض الوسواس القهري والذي تكرر لديهم مراراً وتكراراً. وقد أجراها أيضًا لعلاج بعض الأمراض العقلية مثل الفصام والاكتئاب.وقد بدت هذه العملية ذات نجاح كبير في بادئ الأمر حيث تحول سلوك بعض المرضى من الحدة والعنف إلى الهدوء، ولكن على المدى الطويل ظهرت بعض المشاكل - والتي لم يدرسها الطبيب أنطونيو- للمرضى بعد العملية كالتغيرات والاضطرابات الحادة في الشخصية والسلوك وفقد الطموح والحافز في الحياة.

## النتائج
تهدف العملية إلى تقليل أعراض الاختلالات العقلية، ومن المسلم به أن إتمام ذلك سينتج عنه قطعًا إخلالًا بشخصية المريض وطبيعته.
ولذلك وصفت نتائج هذه العملية بالمختلطة, فقد توفي العديد ممن خضعوا للعملية كنتيجة للعملية ذاتها وقام آخرون بالانتحار، وأصيب البعض بتلف شديد بالمخ وإعاقات، وظهر على البعض ولمدة أسابيع وشهور أعراض الذهول والاضطراب وعدم القدرة على التحكم في عملية الإخراج، وازدياد الشهية مما أدى إلى اكتساب الوزن بشكل كبير، كما كانت النوبات الصرعية عرضًا جانبيًا واضحًا في الكثير من المرضى. بينما استطاع آخرون مغادرة المشفى والعودة للعمل وتحمل المسؤوليات.

وأخيرًا بقي أغلبية المرضى في حالة متوسطة بين ذلك، بحيث ظهر تحسن طفيف بالأعراض بالإضافة إلى حدوث قصور بالحالة العاطفية والعقلية

وقد قام طبيب الأمراض النفسية البريطاني (موريس بارتريدج) بمتابعة حالة 300 مريض خضعوا للعملية، وأوضحت نتائج المتابعة نجاح العملية في الحد من تعقيدات حياة المريض المصاب بمرض نفسي ولكن انخفضت بشكل ملحوظ درجات الوعي الذاتي والاستجابة والعفوية وعانى المرضى من جمود وقصور في القدرات العقلية
وقد وضع الطبيب فريمان مصطلح (الجراحة التي تعيد المريض طفلًا) لوصف نتائج عملية فصل الفص المخي الجبهي.وطبقًا لما أوضحه فريمان فإن فترة النضج والتطور بعد الطفولة التي تُسببها العملية هي السبب في الشفاء.وفي مذكرات غير منشورة وصف فريمان تغيرات الشخصية التي يمر بها المريض بعد العملية والتي تؤهله للتعامل مع الضغط الاجتماعي الذي يلاقيه، فقد قام بوصف حالة مريضة في 29 من عمرها بعد خضوعها للعملية، حيث لوحظ ابتسامها الدائم وشخصيتها الرخوة والكسولة وعندما اشتكى والديها من صعوبة التعامل مع سلكوها الجديد اقترح فريمان أسلوب العقاب بالصفعات الخفيفة والثواب بتناول حلوى المثلجات !
وقد قال طبيب الأمراض النفسية الروسي (فيدور كوندراتيف) أن آلاف المرضى المصابين بالفصام والذين خضعوا للعملية قد فقدوا تمامًا ما تبقى من قواهم العقلية بشكل لا رجعة فيه.

## السياق الاجتماعي
رغم غرابة وإجحاف هذه العلمية إلا أنها لاقت رواجًا كبيرة في وقت قصير، ويعتقد بأن الأطباء النفسيون وافقوا على هذه العلمية لإيجاد حل وعلاج لآلاف المرضى بالمستشفيات النفسية في القرن العشرين.
كما كان لهؤلاء المرضى القليل جدًا من القوة لرفض هذه العملية وهذا التدخل المتسارع والمتهور من الأطباء.

## التاريخ
في مطلع القرن العشرين، ازدادت أعداد المرضى داخل مستشفيات الأمراض العقلية بشكل واضح، وقد أوضحت التقارير وجود 477 معهد متخصص بالأمراض النفسية والعقلية بأمريكا، واحتوت هذه المعاهد والمستشفيات في مجموعها على 451,672 مريض وقد أمضى نصفهم تقريبًا مدة 5 أعوام على الأقل داخل المستشفى. وقد شغل المرضى المصابين بالأمراض النفسية حوالي 55% من عدد الأسرة الموجودة في كل مستشفيات أمريكا .وتحول الوضع داخل مستشفيات الأمراض العقلية بأمريكا إلى موضع للجدل العام وفي الأربيعينيات من القرن العشرين كشفت العديد من الحقائق.
عام 1946 نشر مقال بمجلة (لايف) عن ملاحظة أن النظام العام داخل مستشفيات الأمراض العقلية يشبه النظام داخل معسكرات الاعتقال على طريقة بيلسين (معسكرات نازية), بل وأكثر.وأن مستشفيات الأمراض العقلية بأمريكا هي وصمة عار.
وقد التقطت صور توضح الإهمال في حق المرضى وتردي الأوضاع داخل المؤسسات النفسية.والضعف الشديد في مفعول العلاج بالأدوية المتاحة في ذلك الوقت.
وقد ظهر في ذلك الوقت العلاج بالصدمات الكهربية والذي ابتدعه طبيب الأمراض النفسية الإيطالي (يوجو سيرتيلي) بمشاركة الطبيب (لوسيو بيني) والذان وصفا علم الطب النفسي ب«العلم التعيس»., ويشبه ذلك ما أشار إليه الطبيب (إيجاس مونيز) مخترع المبضع المستخدم في عملية فصل الفص المخي الجبهي بقوله (العجز العلاجي) مشيرًا إلى عدم جدوى الأدوية المستخدمة في علاج الحالات النفسية والعقلية في ثلاثينيات القرن العشرين.
وكانت عملية فصل الفص المخي الجبهي واحدة من سلسلة عمليات وطرق علاج مجحفة ومتطرفة تطورت في أوروبا في ذلك الوقت والتي أطلقت إشارة بدء القطيعة بين الطب النفسي والعلاجات الغير فعالة (العدمية العلاجية) التي سادت في أواخر القرن التاسع عشر.
وتضمنت طرق العلاج الجديدة في تلك الفترة الاستكشافية والمليئة بالاختراعات علاج حالات الاضطرابات العقلية المصاحبة لمرض الزهري بأدوية الملاريا عام 1971 ,و العلاج بإدخال المريض في سبات عميق عام 1920, والمعالجة بالصدمة الإنسولينية عام 1933 ,و العلاج بدواء (الكارديزول) عام 1934, والذي تم استبداله بالعلاج بالصدمات الكهربية عام 1938. ورغم المخاطر المصاحبة للعلاج بالصدمات الكهربية فإن نجاح هذا العلاج أدى إلى تشجيع الأطباء النفسيين على التدخلات الطبية أكثر من أي وقت مضى مما أدى بالنهاية لاختراع عملية فصل الفص المخي الجبهي ,وبذلك أحيط الطب النفسي بهالة من الأمل وامتلك الأطباء النفسيون القوة داخل مجال عملهم.

### الجراحات المخية النفسية في باديء الأمر

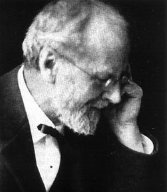
جوتليب بوكهارت (1836–1907).

قبل عام 1930 اقتصرت الجراحات المخية بهدف علاج الأمراض النفسية على تجارب فردية قام بها أطباء مختلفون وكان أبرزها ما قام به الطبيب السويسري (جوتليب بوركهاردت), حيث أجرى الطبيب جوتليب أول محاولة جراحية منهجية في الطب النفسي الحديث
.أجرى الطبيب عملياته على 6 من المرضى المزمنين الموجودين تحت رعايته في المستشفى. فقام بإزالة جزء من القشرة المخية لكل مريض. وقد انطلق الطبيب جوتليب في عملياته بعد التوصل لثلاث وجهات نظر تشير إلى علاقة المرض النفسي بالمخ، بمعنى آخر فإن إدراك طبيعة عمل المخ وفهم علاقة المرض النفسي عضويًا بالمخ هو ما دفع الأطباء للتدخل الجراحي كعلاج للأمراض النفسية. لاحقًا تم دراسة الجهاز العصبي ومكوناته كالألياف العصبية الناقلة للإحساس والألياف العصبية المعالجة للمعلومات والألياف العصبية الناقلة لإشارات الحركة. كما تم التوصل لفهم تكون المخ من مناطق مختلفة تقوم بوظائف محددة وبالتالي فإن الحالة النفسية ترتبط بمنطقة محددة من الدماغ.
بدأ الطبيب جوتليب عملياته عام 1888  ولكن الأساليب الجراحية والأدوات المستخدمة كانت متواضعة وظهرت نتائج العملية متباينة جدًا.فحسب مساعد الطبيب فإن مريضين من الـ6 مرضى الذين خضعوا للعملية توفوا بعد العملية بأيام قليلة، ومريضين آخرين أصبحا ذوي سلوك هاديء، وعانى مريض واحد من نوبات صرعية وتوفي بعدها، ولوحظ تحسن مريض واحد فقط . كما ظهرت مضاعفات أخرى كالصمم وعدم القدرة على النطق . وقد قدّم الطبيب نتائج عمليته في مؤتمر برلين الطبي مدعيًا أن نسبة نجاح العملية هي 50% كما نشر ذلك في تقارير طبية. ولكن رد فعل أقرانه من الأطباء كان عدائيًا وغير مشجع فامتنع الطبيب عن إجراء أي عمليات مشابهة لاحقًا.

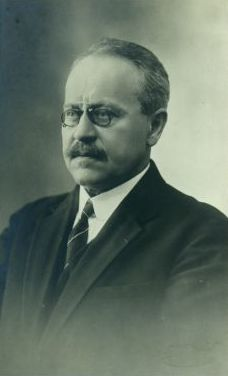
لودفيج بيوسيب c. 1920

وفي عام 1912 قام الطبيب الروسي (فالدمير باكتيريف) و مساعده الطبيب (لودفيج بيوسيب) بنشر ورقة بحثية تستعرض مجموعة من التدخلات الجراحية التي أجريت على مرضى نفسيين.
وقد نظر هذا البحث في تلك المساعي الجراحية التي قام بها الطبيب جوتليب، وأكد الطبيبن رفضهما لها واعتبراها إجراءً غير سليم.
«لقد نقلنا هذه البيانات ليس فقط للتأكيد على أن لا أساس لها بل لتأكيد مدى خطورة هذه العمليات أيضًا، ويصعب علينا حقًا فهم كيف أقدم شخص حاصل على شهادة الطب على إجراء عملية كهذه  ...»
وقد تناسى الناشر الطبيب (فالدمير باكتيريف) أنه هو بذاته قد أجرى عمليات مماثلة عام 1910 على 3 مرضى نفسيين، حيث قام بقطع القشرة المخية بين الفص الجبهي والفص الجداري , ويبدو أنه قد تناسى وأنكر ذلك فيما بعد بسبب النتيجة المخزية لهذه العمليات، حيث عانى هؤلاء المرضى بعد العملية من الاكتئاب والنوبات الصرعية 
وبحلول عام 1937 , ورغم الرفض السابق الذي تبناه الطبيب (فالدمير باكتيريف) ضد عمليات الطبيب (جوتليب) فقد بدأ (فالدمير) بالإعلان عن اقتناعه تدريجيًا بأن التدخل الجراحي قد يكون حلًا فعالًا في علاج الأمراض النفسية وأن إجراء مزيد من البحوث في الجراحة النفسية أمر له ما يبرره، وفي ذلك الوقت استطاع (فالدمير) إتمام 14 عملية فصل فصوص من المخ لإزالة أعراض اختلالات نفسية وعقلية حادة لدى المرضى وقد ظهرت نتائج إيجابية . وعمل في أواخر الثلاثينيات مع فريق من جراحي المخ والأعصاب لإنشاء مركز مخصص لإجراء عمليات فصل الفص المخي الجبهي بإيطاليا.

### أول عملية فصل فص المخ الجبهي

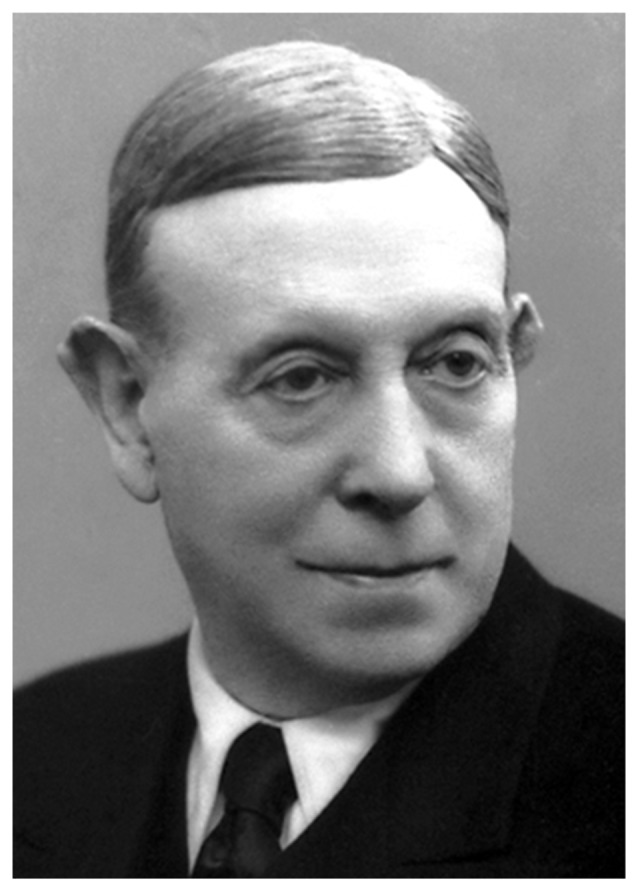
إيغاس مونيز

أجريت عملية فصل الفص المخي الجبهي لأول مرة في 12 نوفمبر 1935 تحت إشراف طبيب المخ والأعصاب وواضع مصطلح (الجراحة النفسية) والدبلوماسي والسياسي البارز لعدة عقود وسفير البرتغال في أسبانيا خلال الحرب العالمية الأولى وممثل البرتغال في مفاوضات ما بعد الحرب ,البرتغالي (انطونيو إيجوس مونيز) وفريقه الطبي، وقد كان الطبيب إيجوس قد نشر العديد من الأبحاث في مجال طب المخ والأعصاب وعلم الجنس وعلم السير التاريخية وعلوم ألعاب الورق. وقد ترشح لجائزة نوبل مرتين عن تطويره طريقة لتصوير الأوعية الدموية بالمخ ولكنه فشل في الحصول عليها، وقد عزا البعض قيام إيجوس بتطوير عملية فصل الفص الجبهي إلى رغبته في الفوز بجائزة نوبل بعد هذه الخيبات 
أجريت العملية في مشفى سانت مارتا بلندن، وقد تم اختيار المريض بواسطة مدير مشفى لشبونة للأمراض العقلية,وقد كان الطبيب إيجوس قليل الخبرة بالعمليات الجراحية العصبية في ذلك الوقت كما كانت تعاني يده من تشوهات إثر الإصابة بالنقرس, وساعد إيجوس في العملية طبيب التخدير (بيدرو أليميدا ليما) والذي سبق وساعده في أبحاثه عن تصوير الأوعية الدموية المخية 
وقد هدفت العملية إلى قطع بعض الألياف العصبية الموصلة بين الفص الجبهي وباقي مراكز المخ الرئيسية.بحيث يقوم الطبيب المساعد ليما بعمل فتحة اسطوانية الشكل في عظام الجمجمة وحقن مادة الإيثانول داخل وصلات القشرة المخية في المنطقة ما قبل الفص الجبهي لتدمير هذه الوصلات  ثم وضع ما أسماه إيجوس ب«الحواجز الأمامية»
وقد وصف إيجوز العملية بعد إتمامها بالناجحة وأكّد على شفاء المريضة من حالة الاكتئاب، رغم أن المريضة لم تظهر أعراض أي تحسن ولم تغادر مشفى الأمراض العقلية أبدًا.

### عمليات لاحقة
لاحقًا قام إيجوز وليما بتطوير طرق حقن الكحول داخل المخ على 7 مرضى آخرين خضعوا للعملية، فتم حقن المرضى في أماكن مختلفة من المخ لاختيار أفضل منطقة للحقن حسب نتائج العملية، كما قام الطبيبان بتطوير طرق أخرى لفصل الفص الجبهي.
و في فبراير عام 1936 خضع 20 مريضًا لعملية فصل فص المخ الجبهي على يد الطبيبين إيجوس وليما بواقع إسبوع كمدة زمنية فاصلة بين كل عمليتين، ثم نشر إيجوس نتائج هذه العمليات في شهر مارس من نفس العام.
تراوحت أعمارهم بين 27-62 عام, 12 أنثى و 8 ذكور، وقد عانى 9 من المرضى من الاكتئاب , و6 منهم من الفصام، واثنان من اضطراب الهلع، ومريض واحد من كلًا من الهوس و الجامود والاكتئاب ثنائي القطب وغلبت عليهم جميعا أعراض القلق والانفعال.
وقد تراوحت مدة معاناة المرضى من أمراضهم العقلية المزمنة بين 4 أسابيع و 22 عامًا.
أجريت العملية لكل مريض حال وصوله لعيادة الطبيب إيجوس وتم رده إلى مشفى (ميجول بمبرادا) للأمراض العقلية بعد 10 أيام . وقد تمت المتابعة التقليدية للمرضى بعد العملية لمدة 10 أسابيع.
وقد لوحظت أعراض جانبية عديدة على المرضى بعد الخضوع للعملية كارتفاع درجة الحرارة، والقيء، وعدم التحكم في البول أو البراز، والإسهال، وتضرر العين والإبصار، والعته والخمول، وفقد القدرة على إدراك المكان والزمان، وإحساس غير طبيعي بالجوع. وقد ادعى الطبيب إيجوس بأنها كلها مجرد أعراض مؤقتة وأن 7 من هؤلاء المرضى تم شفاؤهم بالكامل، وأن حالة 7 آخرين قد تحسنت جزئيًا، بينما بقي آخر 6 دون تحسن. كما أنه لم يحدث أي وفيات وبالتالي أكد إيجوس أنه لم يحدث أي تدهور في حالة أي مريض.

## معدلات إجراء العملية
خضع ما يقرب من 40.000 مريض في أمريكا لعملية فصل الفص المخي الجبهي. بالإضافة إلى 17.000 مريض في بريطانيا .و إجمالي 9,300 مريض وفي فنلندا والنرويج والسويد , من بينهم 4.500 مريض في السويد في الفترة ما بين 1944 و 1966 أغلبهم من النساء.وشملت هذه العمليات أيضًا مرضى من الأطفال . كما أجريت العملية على 2500 مريض بدولة النرويج , و4500 مريض بالدنمارك أغلبهم من النساء صغيرات السن والأطفال المتأخرين عقليًا 
وانتهى الأمر بمنع إجراء عمليات فص الفص المخي الجبهي في الاتحاد السوفييتي عام 1950,ثم منعت في ألمانيا واليابان.وبحلول 1970 كان إجراء هذه العملية قد توقف تمامًا.

## روابط خارجية
- علاج الخرف الشللي بواسطة لقاح الملاريا (محاضرة جائزة نوبل، 13 ديسمبر، 1927)